# Gregorio Petrocchini
Gregorio Petrocchini (Montelparo, Fevereiro de 1536 - Roma, 19 de maio de 1612) foi um cardeal do século XVII

## Biografia
Nasceu em Montelparo em Fevereiro de 1536. De honestis parentibus . Filho de Bernardino Petrocchini e Giovanna Pandolfini. Seu sobrenome também está listado como Petrochini di Montelbero ou Montalparo.
Iniciou seus estudos em Montelparo. Ingressou na Ordem dos Eremitas de Santo Agostinho em 1549; fez sua profissão solene quando tinha cerca de vinte anos. Estudou em Bolonha (1557); e na Universidade de Macerata (filosofia e teologia; mestre em artes; doutorado em teologia)..
Ordenado (sem mais informações encontradas). Cursor em Milão, 1561. Regens do convento de Fermo, 1574. Professor da Universidade de Macerata, 1578. Prior do mosteiro de Salerno, 1580. Provincial da Marca Anconitana, 1585. Além das expectativas de todos, o Papa Sisto V o nomeou superior geral da ordem no capítulo celebrado em Roma em 1587 após a morte de pe. Spirito Vicentino. Nomeado pelo papa comissário apostólico para a Espanha para visitar os conventos de sua ordem no final de 1588. Depois que ele voltou da Espanha para Roma, o papa o promoveu a cardinalato. Ele era um orador famoso..
Criado cardeal sacerdote no consistório de 20 de dezembro de 1589; recebeu o gorro vermelho e o título de S. Agostino, em 23 de março de 1590. Abade commendatario da abadia de Cavour, província de Turim. Participou do primeiro conclave de 1590 , que elegeu o Papa Urbano VII. Participou do segundo conclave de 1590, que elegeu o papa Gregório XIV. Participou do conclave de 1591, que elegeu o Papa Inocêncio IX. Participou do conclave de 1592, que elegeu o Papa Clemente VIII. Camerlengo do Scared College of Cardinals, 7 de janeiro de 1605 a 8 de janeiro de 1607. Participou do conclave de março de 1605, que elegeu o Papa Leão XI. Participou do conclave de maio de 1605, que elegeu o Papa Paulo V. Optou pelo título de S. Maria em Trastevere, em 28 de maio de 1608. Optou pelo título de S. Lorenzo em Lucina, em 24 de janeiro de 1611. Cardeal protoprete ..
Optou pela ordem dos cardeais bispos e pela sé suburbicária de Palestrina, em 17 de agosto de 1611. Consagrado, 2 de outubro de 1611, na Capela Sistina, em Roma, pelo Papa Paulo V, auxiliado pelo Cardeal Giovanni Garzia Millini e pelo Cardeal Michenangelo Tonti. Na mesma cerimônia foi consagrado o cardeal Felice Centini, OFMConv., bispo de Mileto..
Morreu em Roma em 19 de maio de 1612. Sepultado na capela de S. Mónica na igreja de S. Agostino, Roma.